# アウストラル航空
アウストラル航空（アウストラルこうくう、Austral Líneas Aéreas）は、かつて存在したアルゼンチンの航空会社。2020年、親会社のアルゼンチン航空に吸収された。

## 概要
アウストラル航空は、1956年設立の「アルゼンチン沿岸空輸」（Aerotransportes Litoral Argentino）と、1957年設立の「アウストラル・アルゼンチン空輸会社」（Austral Compañía Argentina de Transportes Aéreos）の2社の合併によって、1971年に設立された。2012年の時点ではアルゼンチン航空の100%子会社だった。
アウストラル航空便は、世界最南端のウシュアイア国際空港をはじめとするアルゼンチン国内線各所を、アルゼンチン航空便とコードシェア便（共同運航便）で結んでいた。
2012年8月29日、親会社のアルゼンチン航空とともに航空連合「スカイチーム」に正式加盟した。

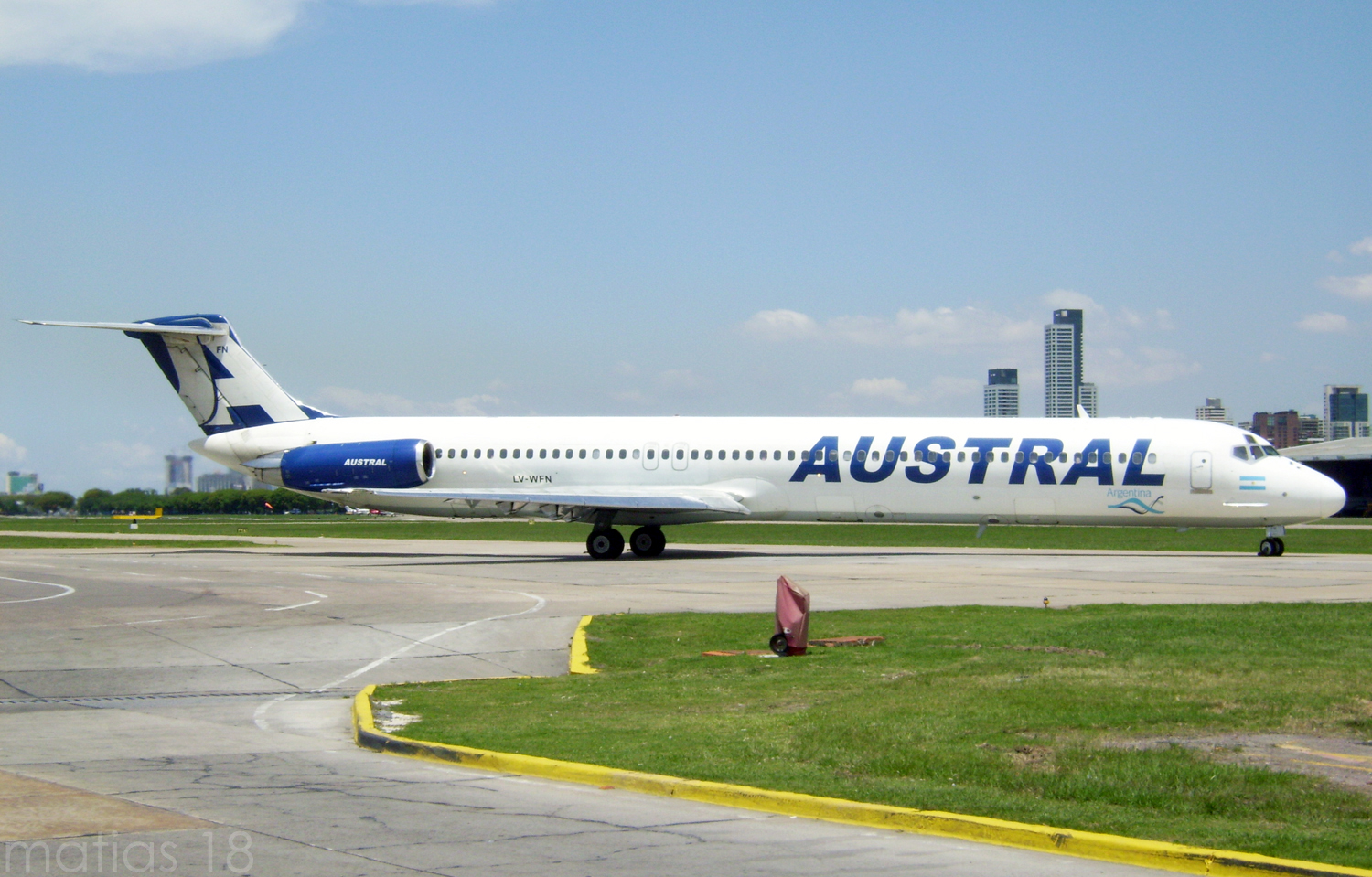
アウストラル航空機

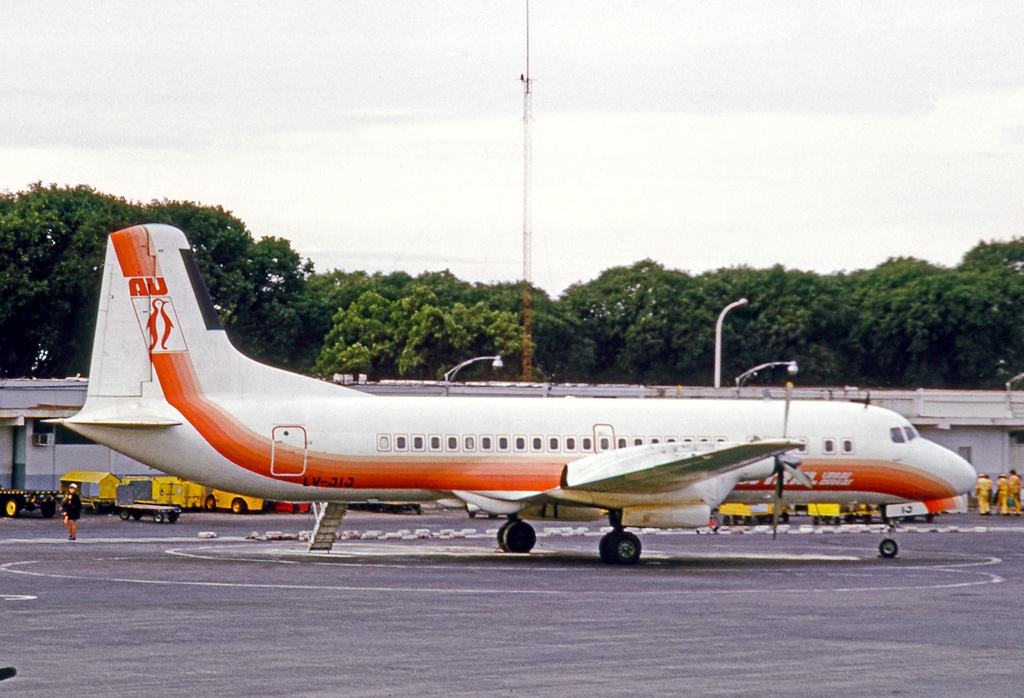
アウストラル航空のYS-11A ホルヘ・ニューベリー空港1972年

2020年、アルゼンチン航空に吸収された。

## 就航都市

### 国内線
ハブ空港
ブエノスアイレス　ホルヘ・ニューベリー空港
就航地の一部
サルタ / コルドバ / メンドーサ / ロサリオ
リオ・グランデ / ウシュアイア

## 保有機材
- エンブラエル170型機 : 15機

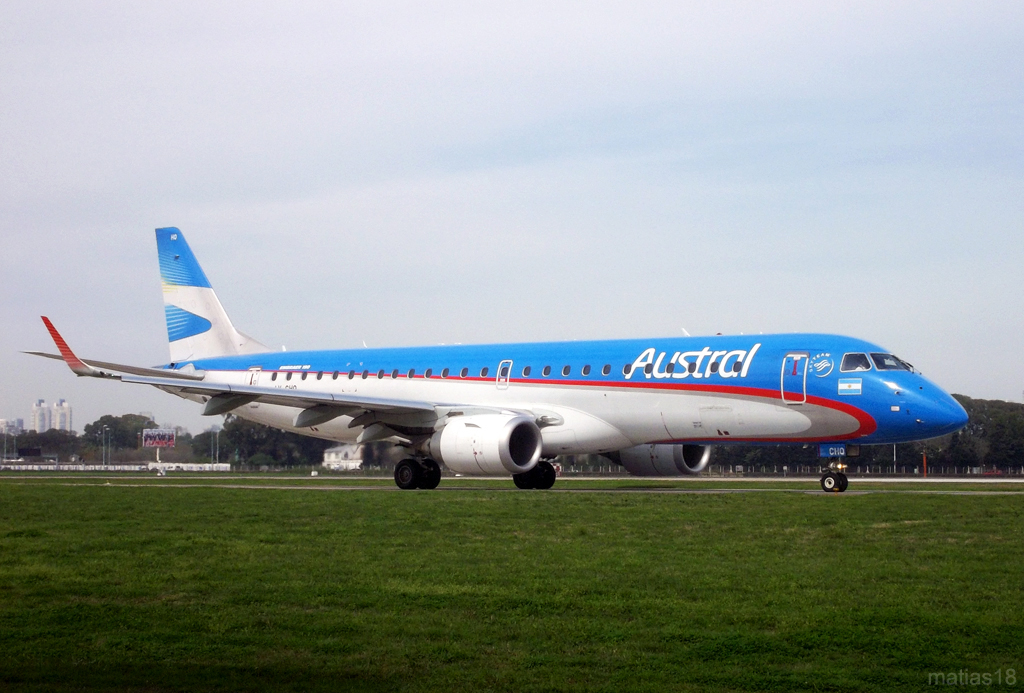
エンブラエル 190AR

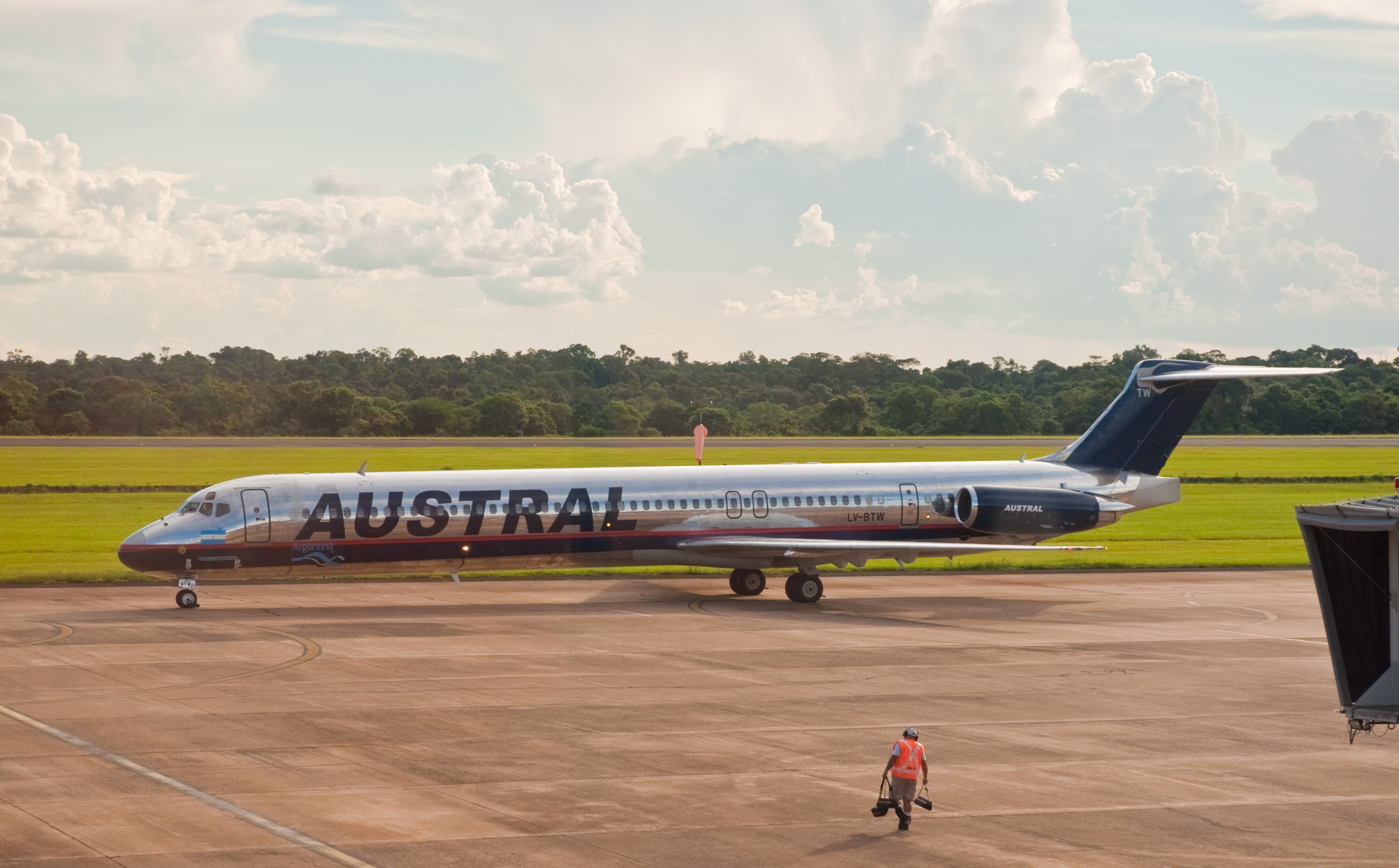
マクドネル・ダグラス MD-80

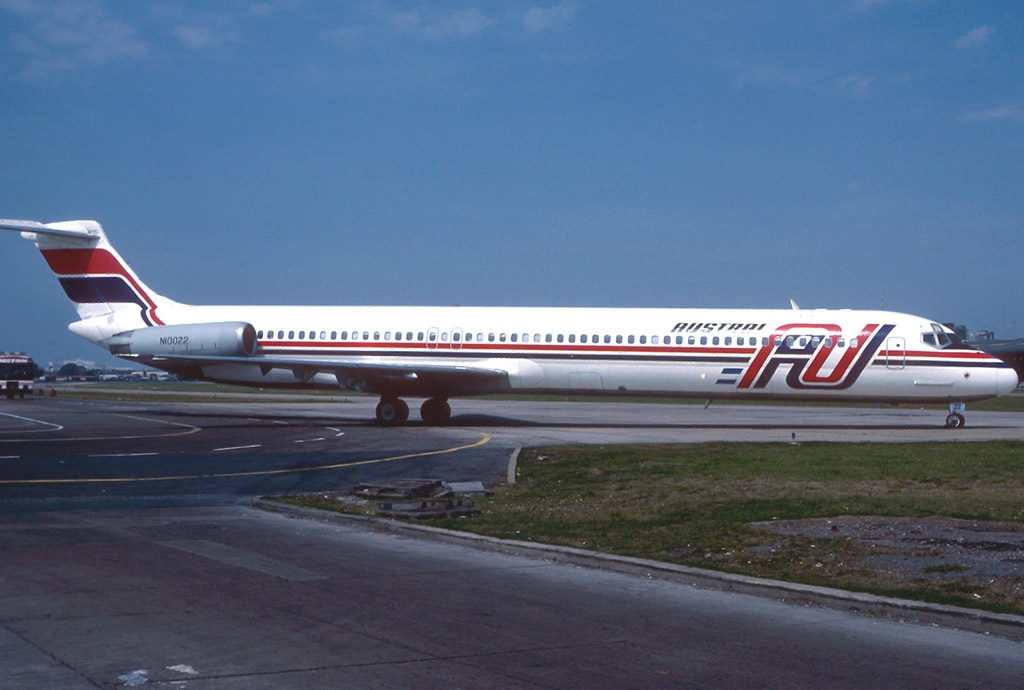
マクドネル・ダグラス MD-81

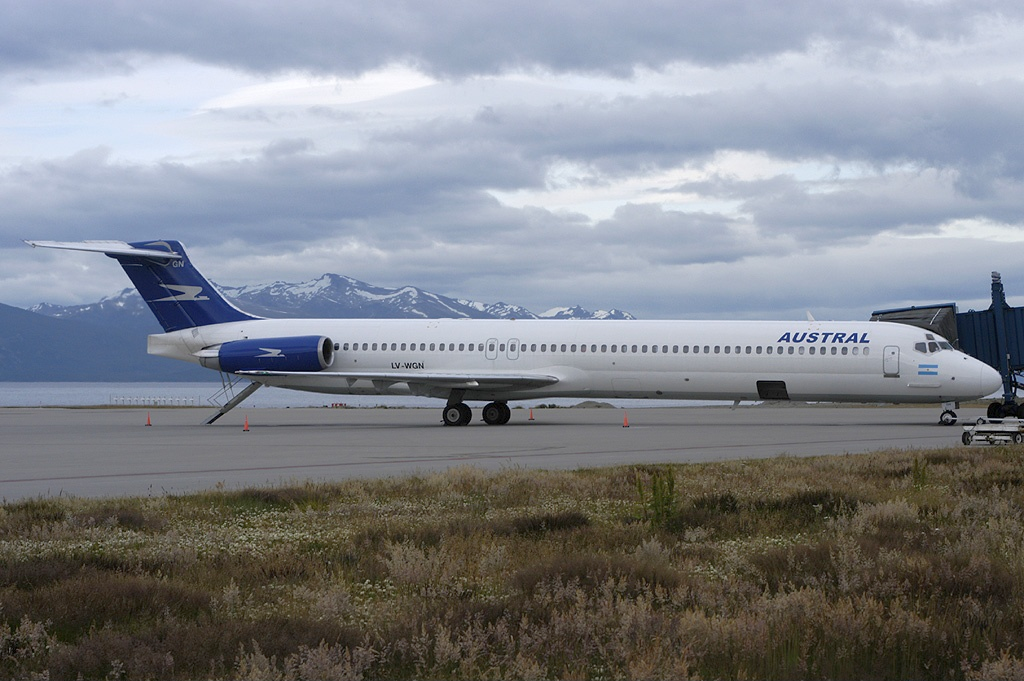
マクドネル・ダグラス MD-83

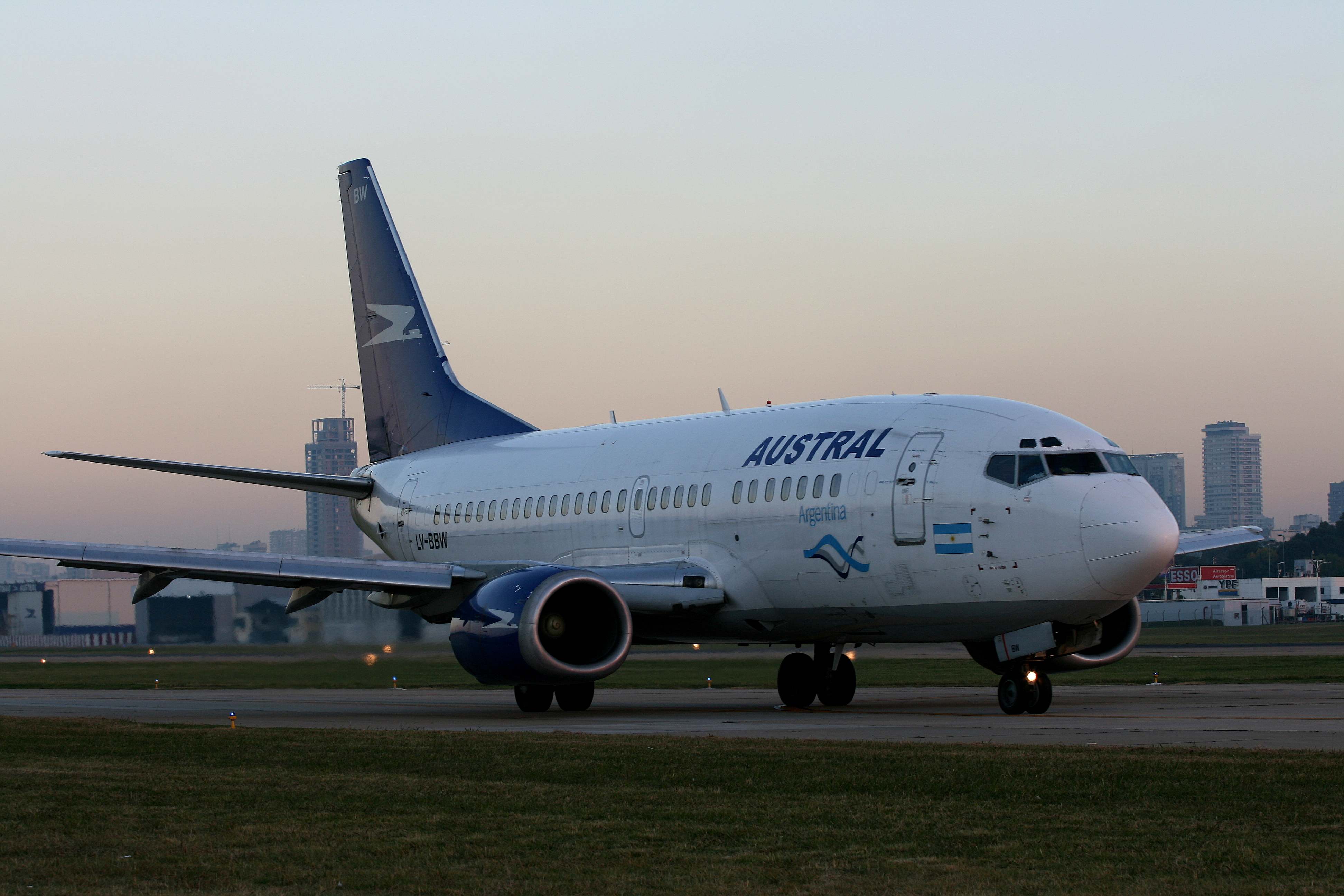
ボーイング737

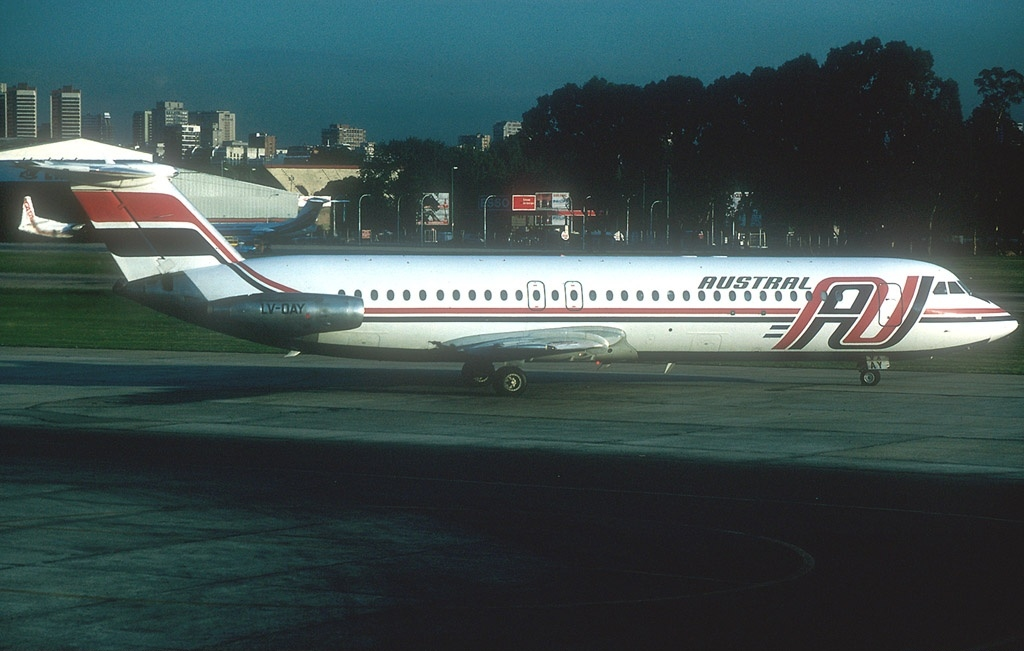
BAC 1-11

- マクドネル・ダグラスMD-81型機 : 1機
- マクドネル・ダグラスMD-83型機 : 15機